# Taumaturgie
Taumaturgia (din greacă θαῦμα thaûma, care înseamnă „minune” sau „miracol” și ἔργον érgon, care înseamnă „muncă” sau „lucrare” prin franceză thaumaturgie) reprezintă abilitatea sau puterea de a face minuni. Este un concept de bază în filozofia iudaică, cel puțin așa cum e aplicată în Cabala.
În Iudaism, practica taumaturgiei datează din sec. XI, înainte ca termenul să fi fost asociat cu anumiți rabini sau cabaliști. Taumaturgilor care făceau minuni și vindecau în mod miraculos prin cunoașterea secretă a numelor lui Dumnezeu li se atribuia titlul Baal Shem.
Taumaturgia este o ramură a magiei, consacrată artei magice de a produce miracole, reducându-se uneori la minunea învierii morților. O formă de tehnică medicală se consacră vindecării prin atingere, de obicei cu mâinile («prin puterea mâinilor»); miturile specifice o atribuie medicilor-preoți egipteni, lui Askelepsios și mai târziu, lui Isus Christos, în împrejurări speciale, și unora dintre Apostolii creștini.
În religia creștină, Grigorie Taumaturgul, ucenic al lui Origen, a fost primul sfânt pe care Biserica l-a numit „taumaturg”.
În cartea Regii taumaturgi, publicată de Marc Bloch în 1924, autorul încearcă să analizeze un aspect mai puțin cunoscut al mentalităților medievale - credința în puterea vindecătoare a monarhilor.